# توپ رختشویی
|                   |  |  |
| توپ رختشویی سوئدی |  |  |

توپ رخت‌شویی یاتوپ ماشین لباسشویی یا گوی لباس‌شویی ابزاری است که اخیراً به جای انواع پودرها و صابون‌های رختشویی مورد استفاده قرار گرفته‌است. در مورد اثربخشی این نوع شوینده‌ها هنوز شواهد علمی ارائه نشده است. تعداد زیادی از مشتریان این ابزار از این وسیله راضی‌اند. توپ رخت‌شویی در انواع و اقسام کروی، گِرد و حلقوی ساخته شده‌است. در میان این ابزار مواد مختلفی نظیر آب فعال شده، قطعات سرامیکی یا مواد آهن‌ربایی ریخته می‌شود. برخوردهای سایشی و آب گرم دو عنصر مهم در کارکرد این نوع وسائل هستند.

## ابهام در عملکرد
در رابطه با مفید بودن این توپ‌ها ابهام وجود دارد. در اوت سال ۲۰۱۲ سازمان حمایت از مصرف‌کنندگان پرتغال تقاضای ممنوع شدن تبلیغات این توپ‌ها را داد چون هیچ‌کدام از مزایای ادعا شده اثبات نشده بود.